# 大伴潔足
大伴 潔足（おおとも の きよたり）は、奈良時代の公卿。参議・大伴兄麻呂の子。官位は従四位上・参議。

## 経歴
聖武朝末から孝謙朝にかけて越前掾を務め、天平感宝元年（749年）東大寺の寺田の選定に関わり、天平勝宝7歳（755年）東大寺が越前国桑原庄の土地を購入した際の証書に、関係者としてもその名が見える（いずれも当時の位階は従六位上）。天平宝字2年（758年）各地方に問民苦使が派遣された際、山陰道に派遣される（この時の位階は正六位上）。
淳仁朝では式部少丞を経て、天平宝字8年（764年）従五位下・礼部少輔に叙任。
のち、天平神護3年（767年）因幡介、神護景雲4年（770年）因幡守と、称徳朝後半から光仁朝初頭にかけて因幡国の国司を務める。
宝亀2年（771年）11月に従五位上次いで正五位下と続けて昇叙され、翌宝亀3年（772年）4月に治部大輔に任ぜられ京官に復す。しかし、同年9月に地方の政情調査を目的に各地方に五位の官人が派遣された際に覆損使として山陽道に派遣、宝亀7年（776年）正月に各地方の正税を調査するために検税使が派遣された際に東海道に派遣、同年3月に播磨守に補任されるなど、その後も引き続き地方行政に携わっている。
光仁朝末の宝亀11年（780年）正五位上・左兵衛督に叙任されると、天応元年（781年）桓武天皇の即位直後に美濃守、延暦4年（785年）大蔵卿に任ぜられた一方で、桓武朝では兵部大輔・近衛中将・衛門督・兵部卿と武官を数多く歴任した。またこの間、延暦2年（783年）従四位下、延暦6年（787年）従四位上と順調に昇進し、延暦9年（790年）には参議に任ぜられ公卿に列している。
延暦11年（792年）10月2日卒去。享年77。

## 官歴
注記のないものは『続日本紀』による。
- 時期不詳：従六位上
- 天平感宝元年（749年）4月1日：見越前掾
- 天平勝宝7歳（755年） 3月9日：見越前掾[3]
- 時期不詳：正六位上
- 天平宝字2年（758年） 正月5日：山陰道問民苦使
- 天平宝字5年（761年）頃：見式部少丞[4]
- 天平宝字8年（764年） 正月7日：従五位下。正月21日：礼部少輔
- 天平神護3年（767年） 7月3日：刑部大判事。8月11日：因幡介
- 神護景雲4年（770年） 8月28日：因幡守
- 宝亀2年（771年） 11月26日：従五位上。11月28日：正五位下
- 宝亀3年（772年） 4月20日：治部大輔
- 宝亀3年（772年） 9月25日：山陽道覆損使
- 宝亀7年（776年） 正月19日：東海道検税使。3月6日：播磨守
- 宝亀11年（780年） 正月7日：正五位上。4月20日：左兵衛督
- 天応元年（781年） 5月25日：美濃守
- 延暦2年（783年） 正月16日：従四位下
- 延暦4年（785年） 正月15日：兵部大輔。8月14日：近衛中将。10月12日：大蔵卿
- 延暦6年（787年） 正月7日：従四位上
- 延暦7年（788年） 3月21日：衛門督
- 延暦9年（790年） 2月27日：参議。3月26日：兵部卿
- 延暦11年（792年） 10月2日：卒去（参議従四位上）

## 系譜
- 父：大伴兄麻呂[5]
- 母：不詳
- 生母不明の子女
  - 男子：大伴和武多麻呂[6]
  - 女子：藤原雄依室[7]